# Semiothisa psilotes
Semiothisa psilotes là một loài bướm đêm trong họ Geometridae.